# Obličej

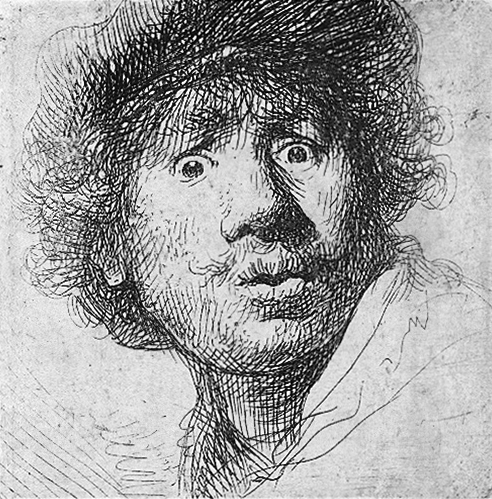
Rembrandt: Autoportrét (1630)

Obličej (latinsky facies), rovněž tvář, je plochá přední část lidské hlavy a jedna z výrazných anatomických charakteristik člověka. Bez srsti, s plochým čelem, výraznýma očima vedle sebe, se zdůrazněnými rty a velmi bohatým svalstvem, které umožňuje mimiku, je obličej nositelem rozmanitých výrazů a také nejvíce individualizovanou částí lidského těla, charakteristikou jednotlivé osoby. Proto se jí člověk nejčastěji identifikuje (např. na průkazech).

## Antropologie
Z evolučního hlediska je obličej součástí zásadních anatomických změn, jež vedly ke vzniku člověka. Souvisí se vzpřímenou postavou, se změnou nasazení hlavy na páteř a s uvolněním rukou, jimiž člověk uchopuje potravu, takže nepotřebuje vyčnělé čelisti. Ztráta srsti, zvýraznění očí bělmem, očnicovými oblouky a obočím, bohatá muskulatura i výrazně zbarvené a jemně ovladatelné rty dávají tváři charakteristický individuální vzhled (podobu), poskytují prostředky pro bohatou mimiku a neverbální komunikaci.
Podle jiné hypotézy se tvar lebky změnil ve stejném období jako tvar ruky chápající pěstní klín a zformovaly jej převážně pěstní souboje předků.

Výrazové možnosti tváře se ve všech kulturách různě podporují líčením, tetováním nebo plastickými operacemi. Zatímco antické divadlo využívalo masek, nehybných „tváří“ divadelních postav, moderní divadlo a zejména pak film a televize využívají mimiku živého herce. V moderní době se charakteristické rysy individuálních tváří často přehnaně zobrazují v karikaturách.

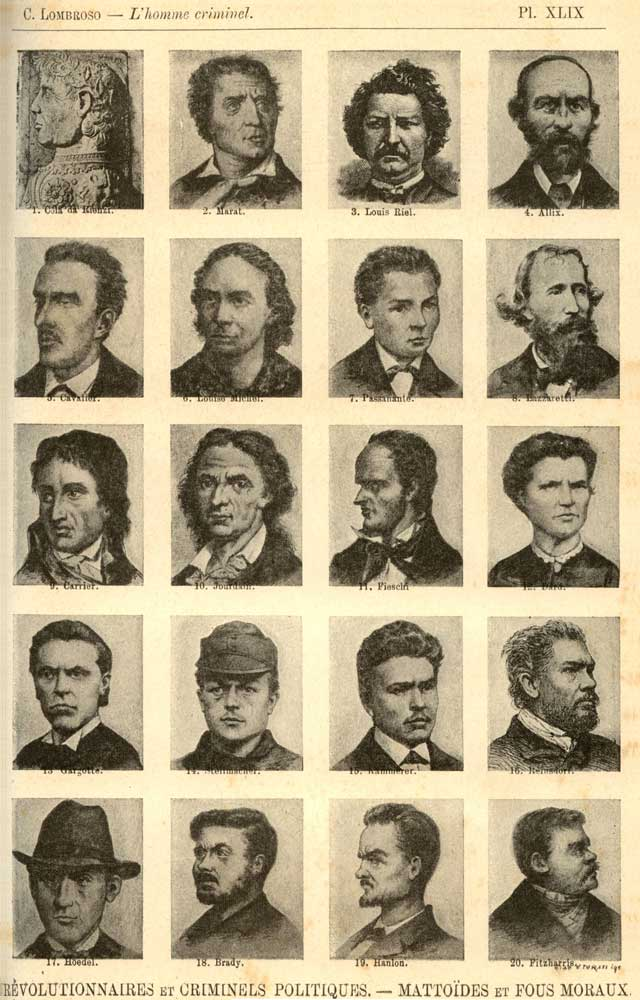
Domněle zločinecké tváře (C. Lombroso, kolem 1880)

V počátcích antropologie v 19. století se různí badatelé snažili zachytit a klasifikovat různé výrazy tváře a spojit je s určitými náladami nebo povahami, ale také s dalšími charakteristikami jednotlivého člověka, například s genialitou nebo naopak se zločineckými sklony.
Při pohledu ze strany svírá tvář (obličej) s vodorovnou rovinou charakteristický lícní úhel, který se používal k charakterizování lidských ras a hrál jistou úlohu i v rasistických teoriích 19. století.

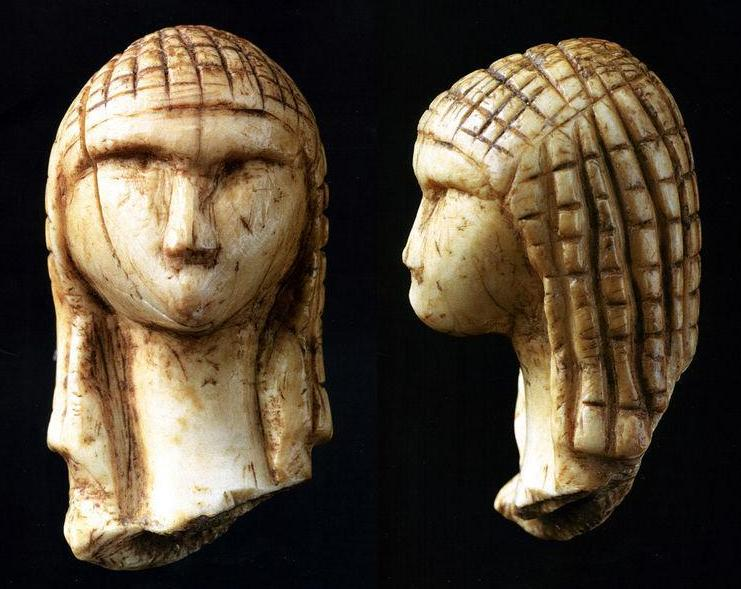
Venuše z Brassempouy Svrchní paleolit (asi 25 tis. let), Brassempouy v Landes, Francie

## Filosofie
Slovo tvář ukazuje na důležité souvislosti a významy. V češtině předně souvisí se slovem tvar, a základní schéma obličeje je skutečně jedno z prvních, jež novorozené dítě začne rozlišovat. Tvář dále souvisí se slovesem tvářit se, vyjadřovat své nálady, pocity a postoje mimikou obličeje. Synonymum ob-lič-ej souvisí s obecně slovanským lico, líce a s tím zase české líčit a líčit se. Ruské slovo lico znamená osobu.
Setkání „tváří v tvář“ znamená setkání s určitou osobou a zahrnuje jisté uznání její nezaměnitelnosti a jedinečnosti. Tvář jako specifický výraz lidské osoby je jedním z hlavních pojmů filosofie E. Lévinase. Důležitým zlomovým bodem při vývoji lidské osoby je setkání s tváří, kdy si moje naivní svoboda uvědomí, že není ničím zdůvodněna a ospravedlněna. Bezbranná a nahá tvář druhého se mé libovůli sice nijak nebrání, přesto mi kategoricky přikazuje „nezabiješ“.

## Metafory
Slovo tvář se vyskytuje v mnoha různých metaforách:
- bledá tvář –⁠ běloch v indiánkách;
- kamenná tvář nebo poker face –⁠ tvář hráče pokeru, která záměrně nedává najevo vůbec nic;
- lidská tvář –⁠ člověk, lidé;
- němá tvář – zvíře, které sice nemluví, nicméně také představuje individuální život;
- padnout na tvář –⁠ prostrace, výraz největší úcty;
- před tváří –⁠ před někým osobně;
- ztratit tvář –⁠ pokazit si pověst.

Tvář nebo tvářnost může pak znamenat i celkový vzhled nebo dojem, takže lze hovořit např. o „tváři krajiny“ nebo „tváři doby“. Biblická modlitba říká „…a obnovíš tvář země“ (Ž 104,30). Pro jistou liberalizaci komunistického režimu v roce 1968 se ujal název „socialismus s lidskou tváří“. 